# Lehota nad Rimavicou
Lehota nad Rimavicou – wieś (obec) na Słowacji położona w kraju bańskobystrzyckim, w powiecie Rymawska Sobota. Pierwsze wzmianki o miejscowości pochodzą z roku 1274. 
Według danych z dnia 31 grudnia 2012, wieś zamieszkiwało 277 osób, w tym 138 kobiet i 139 mężczyzn.
W 2001 roku rozkład populacji względem narodowości i przynależności etnicznej wyglądał następująco:
- Słowacy – 96,7%
- Czesi – 0,3%
- Polacy – 0,3%
- Romowie – 1,5%
- Węgrzy – 1,2%

Ze względu na wyznawaną religię struktura mieszkańców kształtowała się w 2001 roku następująco:
- Katolicy rzymscy – 49,25%
- Grekokatolicy – 0,6%
- Ewangelicy – 26,13%
- Ateiści – 21,92%
- Nie podano – 2,1%